# Bosnische Küche

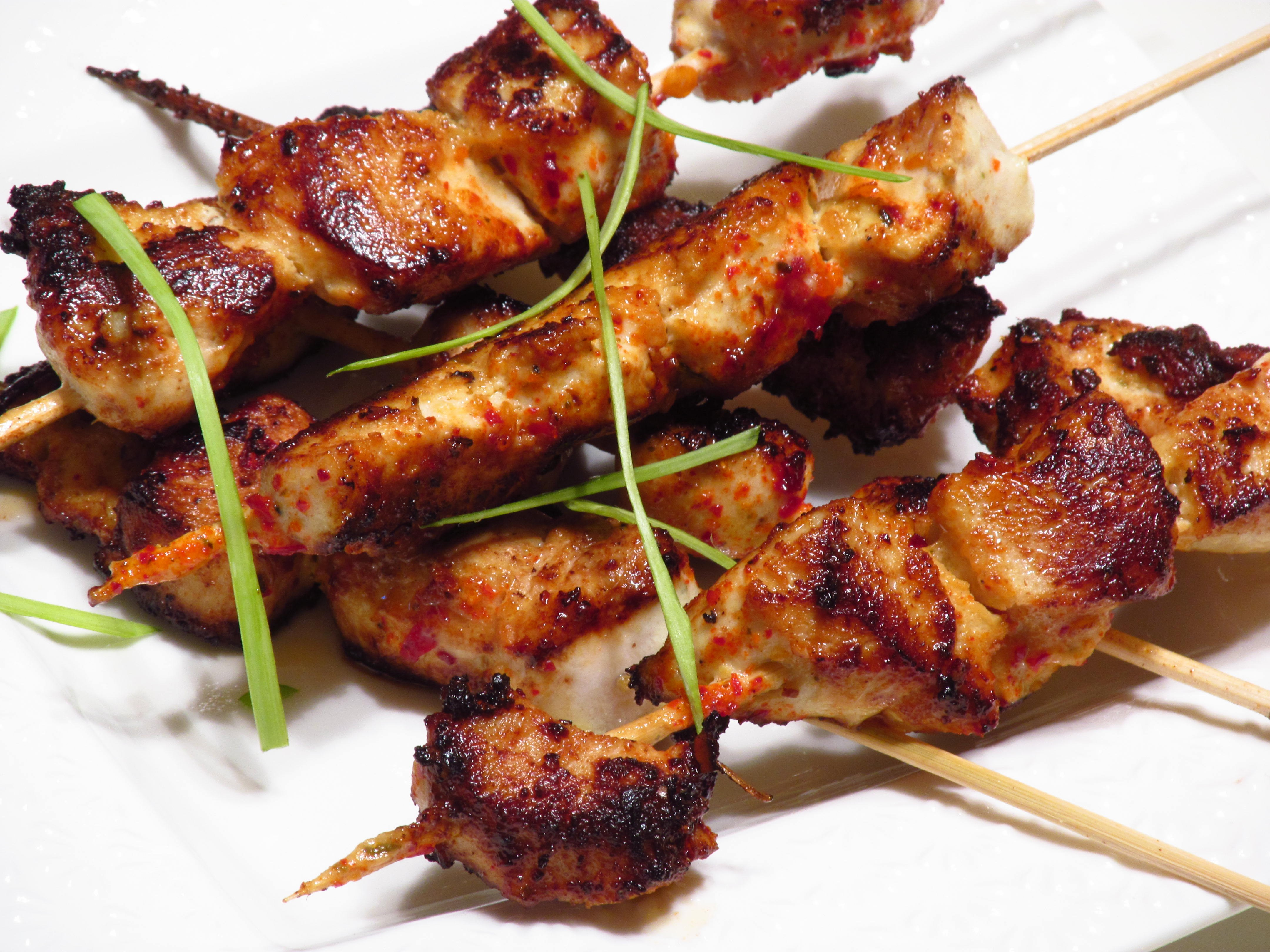
Ražnjići sind ein traditionelles Essen der bosnisch-herzegowinischen Küche

Unter dem Begriff bosnisch-herzegowinische Küche (oft abgekürzt auch bosnische Küche) werden verschiedene regionale Kochstile und kulinarische Spezialitäten in Bosnien und Herzegowina zusammengefasst.  Sie ist ähnlich wie die Geschichte und Kultur des Landes sehr stark von den über die Jahrhunderte wechselnden Machthaber das Landes geprägt.

## Einflüsse
Die bosnische Küche ist ein Teil der Balkanküche und weist große Überschneidungen mit der Türkischen und Mittelmeerküche auf. Außerdem sind Einflüsse der österreichischen und  ungarischen Küche aus der Zeit der Monarchie erkennbar.

## Lebensmittel und Zutaten
Fleisch steht bei bosnischen Speisen im Mittelpunkt. Rinder, Schweine und Schafe werden in großer Anzahl industriell gehalten. Großflächig angebaut wird insbesondere Mais. Obstkulturen spielen eine bedeutende Rolle, wichtigste Frucht ist dabei die Pflaume.

## Esskultur
Die Fleischspeisen werden meist in großen Portionen und kräftig gewürzt serviert.
Vielerorts bekommt man heute auch Fast Food. Neben den internationalen Klassikern wie Hamburger, Pizza und Döner Kebab werden vor allem Pita und Burek verkauft.

## Bosnisch-herzegowinische Speisen

### Vorspeisen
- Meze: kalte Platte, bestehend aus Schinken, Speck und Wurst, gekochten Eiern, Gemüse (oft Salzgurken) und Ajvar oder Kajmak sowie verschiedenen Käsesorten (Schafskäse, Kačkavalj …)

### Fleischspeisen

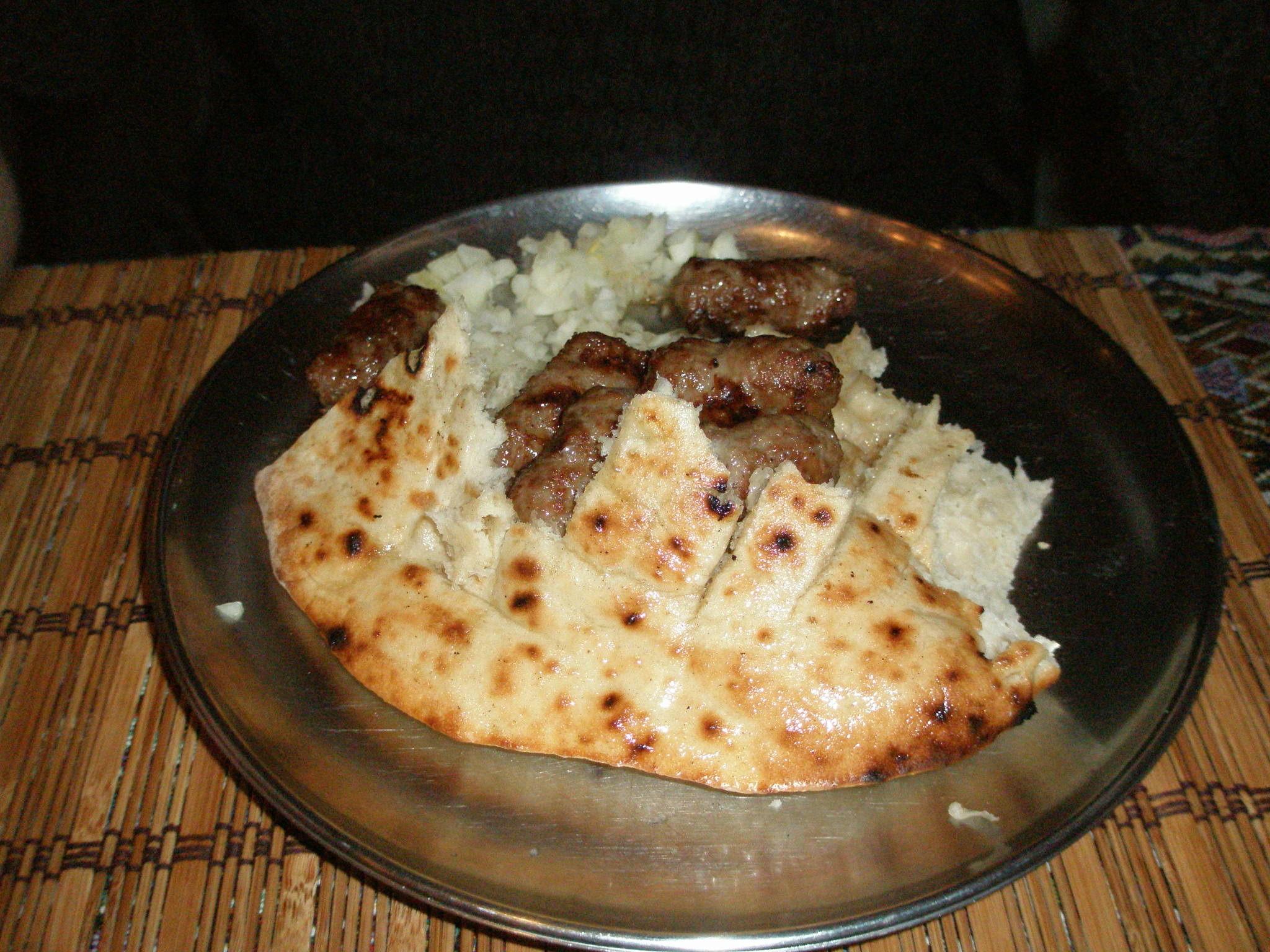
Ćevapčići mit Zwiebel in einer Pita

Fleischgerichte gibt es in den verschiedensten Versionen, sowohl gekocht, als auch gegrillt, gebacken oder luftgetrocknet. Besondere Spezialitäten sind über offenem Feuer gegrilltes Ziegen- oder Lammfleisch. Zu den bekanntesten Fleischgerichten der bosnischen Küche zählt Ražnjići und Ćevapčići.
- Ćevapčići: gegrillte Röllchen aus Hackfleisch
- Pljeskavica: gegrilltes gewürztes Hackfleisch-Patty mit einer Mischung aus Schweine-, Rind- und Lammfleisch
- Begova Čorba: Eintopf mit Hühnerfleisch, Gemüse und Okraschoten
- Gefüllte Paprika oder Filovana paprika: mit Hackfleisch und Reis gefüllte Paprika
- Dolma: mit Lammfleisch und Reis gefüllte Weinblätter
- Köfte: kräftig gewürzte, gebratene, gebackene oder gegrillte Hackfleischbällchen
- Meso ispod sača Fleisch (meist Lammfleisch) das in  großen Metallgeschirr mit einem gusseisernen Deckel über offenem Feuer gegart wird. Auch auf den Deckel wird Asche und glühende Kohle gelegt.
- Pilaw: orientalisches Reisgericht mit Fleisch
- Burek: Blätterteiggebäck mit unterschiedlichen Füllungen wie Hackfleisch, Spinat, Frischkäse oder Kartoffeln
- Bumbar (Speise): Mit Rindfleisch gefüllte Kutteln
- Jahnija: traditioneller Fleischeintopf mit Gemüse, gewürzt mit Knoblauch, Zwiebeln und schwarzem Pfeffer
- Kvrguša: in Teig gebackenes Hähnchenfleisch
- Klepe: mit Hackfleisch gefüllte Teigtaschen
- Sarma: in eingelegten Kohlblättern gerolltes Hackfleisch und Reis
- Raštika: in Kohlblättern gerolltes Hackfleisch und Reis
- Grah: traditionelles Gericht aus Gartenbohnen, Paprika, Zwiebeln, Wurzelgemüse, Knoblauch und Fleisch
- Hercegovački Japrak: in Weinblättern gerolltes Hackfleisch und Reis
- Musaka: Auflauf mit geschichteten Auberginen und Hackfleisch
- Bosanski Lonac: Eintopf mit Fleisch und verschiedenem Gemüse
- Tarhana: bosnische Suppe mit selbstgemachter Pasta und Gemüse
- Sucuk: kräftig gewürzte Rohwurst aus Rind- oder Kalb- und Lammfleisch
- Suho meso: geräuchertes Rind- oder Schweinefleisch
- Ražnjići: gegrillte Fleischspieße

### Käse (sirevi)

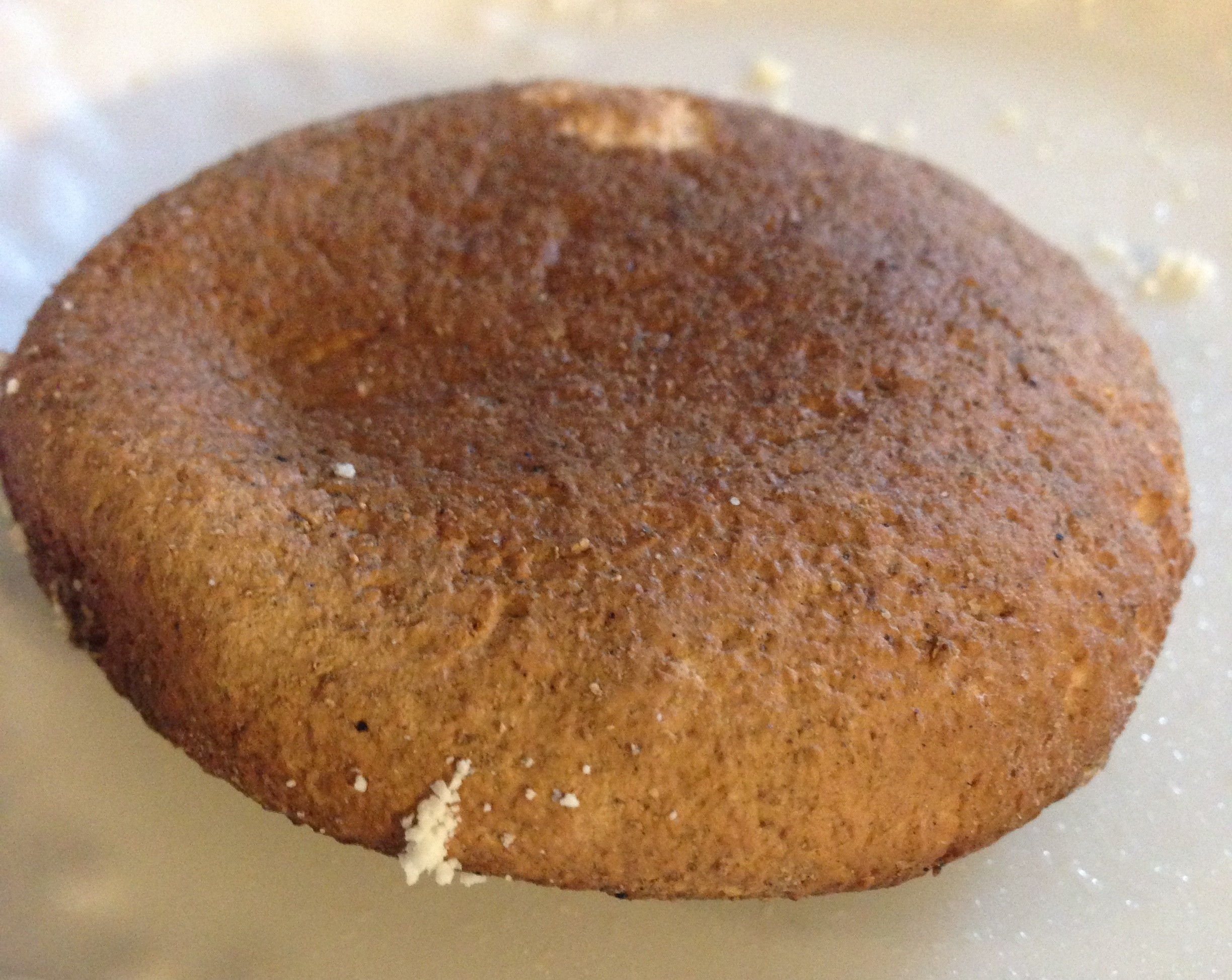
Suhi sir

- Livanjski sir: Hartkäse aus der Region rund um Livno. Ursprünglich wurde er aus Schafsmilch hergestellt, heute wird eine Mischung aus Schaf- und Kuhmilch verwendet.
- Tešanjski: Käse aus Brennnesseln und Milch aus der Region Tešanj
- Travnički sir: fettarmer Frischkäse aus Schafsmilch aus dem Vlašić.

### Süßspeisen (kolači)

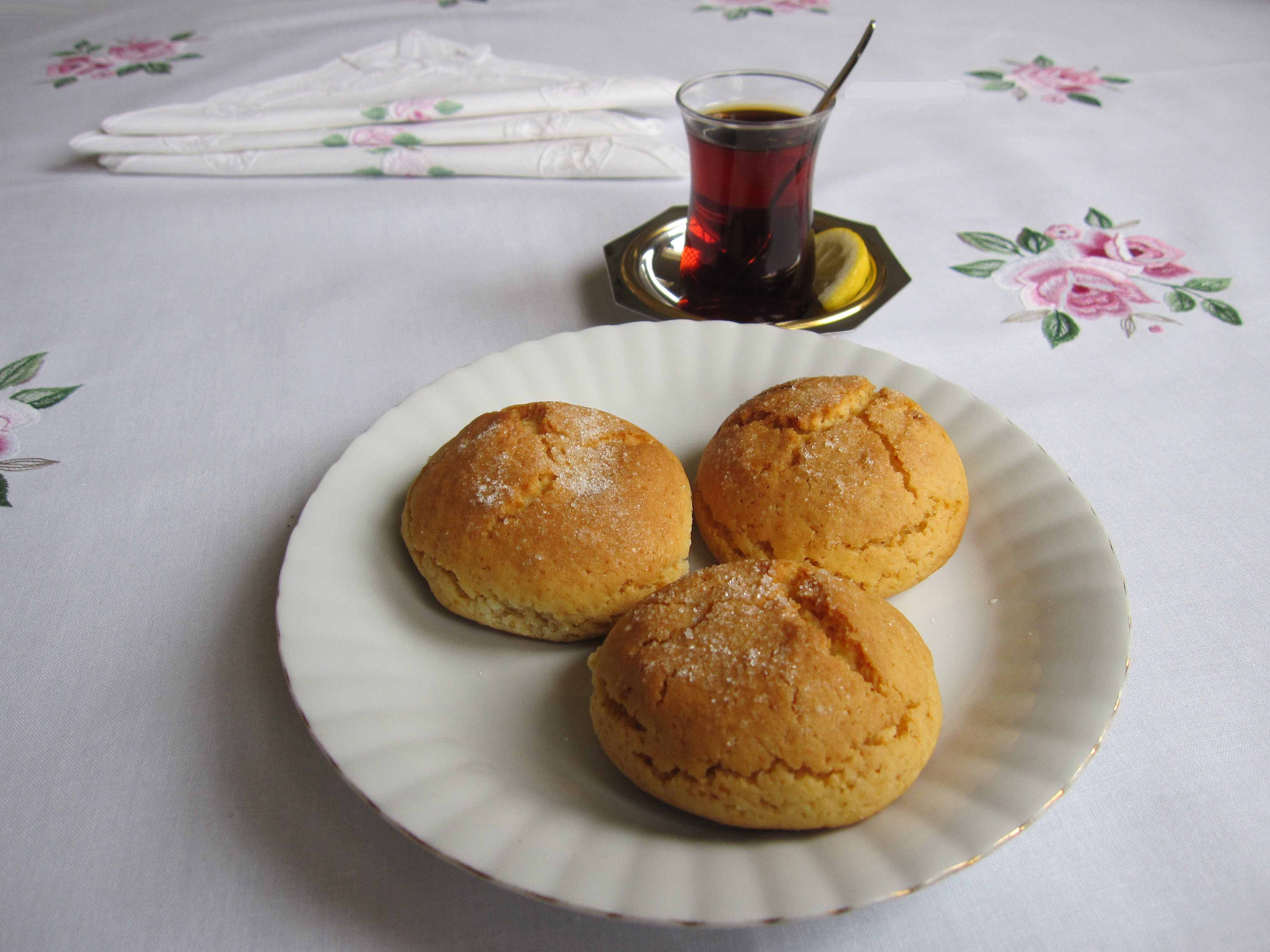
Gurabija

- Baklava: in Honig- oder Zuckersirup eingelegtes Gebäck aus Blätter- oder Filoteig, gefüllt mit gehackten Walnüssen
- Halva: Süßware aus einer Grundmasse die generell aus einem Mus von Ölsamen und Honig, Zucker oder Glukosesirup besteht
- Bombica: Schoko-Keks-Kugeln mit Kokosfüllung
- Hurmašica: Sirupgetränkte Backwaren, die traditionell vor Beginn des Ramadan gereicht werden
- Gurabija: gebackene Klößchen und anschließend in Zuckersirup eingelegt
- Jabukovača: Apfelkuchen aus Blätterteig
- Kadaif: levantinische warme Süßspeise aus Quark
- Krofne: luftig gefüllte Krapfen
- Krempita: Cremeschnitte, bestehend aus Blätterteigschnitten, gefüllt mit Pudding
- Oblatna: gekühltes bosnisches Dessert, bei dem eine süße Füllung zwischen zwei Waffelblätter gepresst wird
- Orašnica: traditionelle Walnussplätzchen[2]
- Palačinka: Palatschinken unterschiedlich gefüllt.
- Patišpanja: Biskuitkuchen
- Pekmez:  Traubenmelasse[3]